# Turchányi Imre
Turchányi Imre (Nyitrarudnó, 1889. február 23. – Budapest, 1955. szeptember 5.) ügyvéd, földbirtokos, politikus, országgyűlési képviselő.

## Élete
A Divék nemzetségből származó Turchányi család tagja. 
Érsekújvárott érettségizett, majd a Pozsonyi Jogakadémián és a budapesti Tudományegyetem tanult jogot. A jog- és államtudományok doktora lett. Ügyvédjelöltként ügyészi megbízott volt, majd az első világháborúban önkéntes tüzér az olasz fronton. Részt vett a doberdói ütközetekben. Megszerezte az összes legénységi kitüntetéseket, az arany vitézségi éremmel együtt. Azután másfél évig repülőtiszt, 1918-ban a Gotha-repülőszázad parancsnoka. Századosként szerelt le. 
1918–1919 fordulóján a Szmrecsányi–Turchányi-féle különítmények szervezője és vezetője, amely a Mátyusföldre benyomult cseheket próbálta föltartóztatni. Részt vett a vágsellyei csatában is, melynek sikerét a kommunista Pogány (Schwarz) József (1886–1938) akadályozta meg. A csehek elfogták, halálra ítélték, de végrehajtását fölfüggesztették és közkegyelemmel szabadult, de hosszabb ideig háziőrizetben tartották. 
1919-ben részt vett az Országos Keresztényszocialista Párt csallóközi és mátyusföldi megszervezésében, melynek érsekújvári körzetének elnöke lett. A tartományi, majd a nemzetgyűlési választásokon képviselő jelölt volt. 1936-ban tagja volt a zsolnai OKP pártvezetőségi ülésén meghatározott 11 tagú egyesülési tárgyalásokat folytató bizottságnak, illetve az EMP 14 tagú szervezőbizottságának egyik OKP-s tagja, mely az új párt szervezeti egyesítési tervét és az alapszabályait, illetve programját dolgozta ki.
1935–1938 között a prágai szenátusban az Egyesült Magyar Párt szenátora, annak külügyi bizottságában egyetlen magyarként föltárta és bírálta a csehek magyarellenes törekvéseit. 1938-ban a prágai szenátusban előterjesztett nyilatkozatában a magyarok, németek és szlovákok egységesen fordultak szembe a csehszlovák központosító politikával. A párizsi interparlamentáris konferencián ismertette a csehek elnyomó politikáját. 1938-ban a Magyar Nemzeti Tanács pozsonyi alakulásakor Prágába küldték az ottani magyar közösség érdekvédelmére. 
Az első bécsi döntés után az Érsekújvárra bevonuló honvédeket Jaross Andorral együtt üdvözölte a város főterén. A felvidéki Egyesült Magyar Párt képviselőházba behívott tagja. Az érsekújvári Katolikus Egyházközség világi elnöke, az érsekújvári katolikus iskolaszék elnöke volt. A városi tanács és a képviselőtestület tagja, a könyvtártanács és kultúrbizottság, az Érsekújvári Dalárda, az Érsekújvári Takarék, a Katolikus Kör, és a Szemke érsekújvári elnöke. A felvidéki Magyar Frontharcos Szövetség országos ügyvezető elnöke. A Királyi Magyar Természettudományi Társulat és 1939-1944 között az Országos Magyar Sajtókamara újságíró szakosztályának tagja.
1939–1944 között az Érsekújvár és Vidéke főmunkatársa.
1944-ben a németek elrendelték elfogatását, ezért Budapesten rejtőzött el. A második világháború után Magyarországon telepedett le, és fordítói munkából élt.

## Művei
- 1938 Diadal! Érsekújvár és vidéke 57/45, 2 (1938. november 7.)